# Eugenio Martínez (militar)
Eugenio Martínez Sánchez fue un militar mexicano que participó en la Revolución mexicana.

## Biografía
Nació en Mexquitic de Carmona, San Luis Potosí, el 20 de noviembre de 1866, siendo hijo de José Canuto Martínez y de María Feliciana Sánchez. Perteneció desde muy joven al Ejército Federal. Se incorporó al movimiento revolucionario en 1912, en el que llegó a obtener el grado de general de división. Colaboró activamente en 1915 con Álvaro Obregón, al frente del Primer Batallón de Sonora y de la 9a. Brigada de Infantería. Fue herido, en Celaya, aunque poco después continuó en campaña. En 1920 se unió al Plan de Agua Prieta e hizo los tratados de rendición de Francisco Villa; luego fue Jefe de operaciones militares en varios estados y del Valle de México. En 1927 se le creyó envuelto en la rebelión de Serrano y Gómez, por lo que fue perseguido. Murió, con algunos problemas económicos, en Barcelona, España, el 11 de febrero de 1932 y sus restos fueron expatriados a México poco más tarde y sepultado en el Panteón Civil de Dolores.